# Карл Еберт
Карл Еберт (нім. Karl Eberth; 12 листопада 1877, Мюнхен — 13 квітня 1952, Штайнгаден) — німецький офіцер, генерал артилерії вермахту.

## Біографія
14 липня 1896 року вступив в Баварську армію. Учасник Першої світової війни. Після демобілізації армії залишений в рейхсвері. 30 листопада 1930 року вийшов у відставку. 1 квітня 1934 року вступив в люфтваффе, президент вищого авіаційного офісу в Мюнхені. З 1 квітня 1935 року — командувач 5-м повітряним районом. 31 серпня 1935 року вийшов у відставку.
1 липня 1938 року переданий в розпорядження вермахту, але жодного призначення не отримав. З 11 травня 1940 року — вищий артилерійський командир 301. 23 листопада 1942 року відправлений в резерв ОКГ, 31 січня 1943 року — у відставку.
28 травня 1945 року взятий в полон американськими військами. 5 липня 1947 року звільнений.

## Звання
- Фанен-юнкер (14 липня 1896)
- Фенріх (23 січня 1897)
- Лейтенант (5 жовтня 1898)
- Оберлейтенант (16 лютого 1907)
- Гауптман (23 січня 1913)
- Майор (17 квітня 1917)
- Оберстлейтенант (1 лютого 1922)
- Оберст (1 лютого 1926)
- Генерал-майор (1 квітня 1929)
- Генерал-лейтенант запасу (30 листопада 1930)
- Генерал-лейтенант (1 квітня 1935)
- Генерал авіації запасу до розпорядження (31 серпня 1935)
- Генерал артилерії до розпорядження (1 грудня 1942)

## Нагороди
- Медаль принца-регента Луїтпольда
- Залізний хрест 2-го і 1-го класу
- Орден «За заслуги» (Баварія) 3-го класу з мечами
- Нагрудний знак «За поранення» в чорному
- Хрест «За вислугу років» (Баварія) 2-го класу (24 роки)
- Почесний хрест ветерана війни з мечами
- Медаль «За вислугу років у Вермахті» 4-го, 3-го і 2-го класу (18 років)